# Sinfonia dello Zodiaco
La Sinfonia dello Zodiaco è una pagina sinfonica composta nel 1951 da Gian Francesco Malipiero. 
Completata ad Asolo l'8 novembre 1951, fu eseguita in prima assoluta a Losanna dall'Orchestre de La Suisse Romande, diretta da Nino Sanzogno, il 23 gennaio 1952. 
In essa emerge particolarmente la vena fantastica ed esuberante del compositore veneto, che alterna con la massima fluidità ora atmosfere serenamente diatoniche ora agitate ed aggressive.
Malipiero ne parla nel suo Catalogo del 1952 in questi termini: "non posso dire nulla su questa sinfonia, né giustificare la sua forma, o il titolo. Devo conservare il segreto delle sue origini e ringraziare Iddio d'avermi accordato la gioia di assistere alla sua nascita. Certamente dovrò scontare questa gioia, certi privilegi non si perdonano."

## Movimenti
Strutturalmente, la sinfonia appare più come una suite, una successione di dodici brani, corrispondenti alle parti dello Zodiaco, ora lenti ora veloci, suddivisi in quattro partite. I riferimenti extramusicali alle stagioni non vanno intesi come il programma di un poema sinfonico, genere estraneo all'autore: lo stesso discorso vale per la sua Sinfonia n.1 "in quattro tempi, come le quattro stagioni". 
La prima partita, nei tempi "Andante", "Mosso" e "Andante - Allegro - Molto Tranquillo", evoca innegabilmente sensazioni primaverili e pastorali, sottolineate dagli interventi dell'oboe e del flauto.
La seconda partita, nei tempi "Allegro", "Piuttosto lento" e "Allegro, molto marcato", è invece impetuosamente estiva.
La terza, nei tempi "Piuttosto lento", "Allegro grazioso" e "Lento", ha la dolce tristezza delle giornate autunnali.
La quarta ed ultima partita, nei tempi "Leggermente mosso - Più lento un poco - Allegro molto moderato"; "Andante (pastorale)" e "Allegro (agitato) - Ritenuto - Tranquillo - Allegro" si costituisce come un astratto quadro dell'inverno; nell'ultimo movimento, poco prima della brusca conclusione, viene brevemente ripresentato il motivo che si ascolta all'inizio della sinfonia.

## Incisioni discografiche
Orchestra Sinfonica di Mosca, Antonio de Almeida (Marco Polo, 1993)
Orchestra Sinfonica di Torino della RAI ), Bruno Maderna (Ricordi,1995. Da una esecuzione pubblica del 1958)